# Miroslav Coufal
Miroslav Coufal (10. ledna 1952 Kladno – 8. srpna 2024) byl český lékař a politik – senátor za obvod č. 36 – Česká Lípa a dlouholetý zastupitel města Nového Boru, člen ČSSD, později člen SPOZ / SPO.

## Vzdělání, profese a rodina
Po maturitě na českolipském gymnáziu absolvoval Fakultu všeobecného lékařství Univerzity Karlovy v Praze.
Po základní vojenské službě nastoupil na chirurgii do teplické nemocnice, po čtyřech letech přestoupil na stejné oddělení do České Lípy. V letech 1985–1986 řídil polikliniku v Novém Boru, kterou po revoluci zprivatizoval a kde působil na chirurgické ambulanci.
Byl ženatý, měl dva syny.

## Politická kariéra
Mezi lety 1988–1989 byl členem KSČ, v letech 1995–2004 ČSSD. V roce 2010 vstoupil do Strany Práv Občanů ZEMANOVCI.
Ve volbách 1996 se stal členem horní komory českého parlamentu, přestože jej v prvním kole porazil občanský demokrat Filip Šedivý v poměru 33,66 % ku 21,65 % hlasů. Ve druhém kole ovšem větší počet hlasů (52,86 %) obdržel levicový politik. V senátu se věnoval činnosti ve Výboru pro zdravotnictví a sociální politiku. Ve volbách 2002 svůj mandát obhajovat, ovšem v obou kolech byl poražen občanským demokratem Karlem Tejnorou.
Od roku 1990 zasedal v zastupitelstvu Nového Boru, ve volbách 2006 kandidoval na posledním 21. místě a byl zvolen díky preferenčním hlasům. V komunálních volbách 2010 byl zvolen jako člen SPOZ na kandidátce hnutí Unie pro sport a zdraví. V komunálních volbách 2014 již nekandidoval.
Ve volbách 2010 kandidoval do dolní komory českého parlamentu za SPOZ v Libereckém kraji. Ve volbách do Senátu PČR v roce 2014 kandidoval za Stranu Práv Občanů v obvodu č. 36 – Česká Lípa. Se ziskem 8,46 % hlasů skončil na 6. místě a nepostoupil tak ani do druhého kola.